# Nucleosintesi stellare

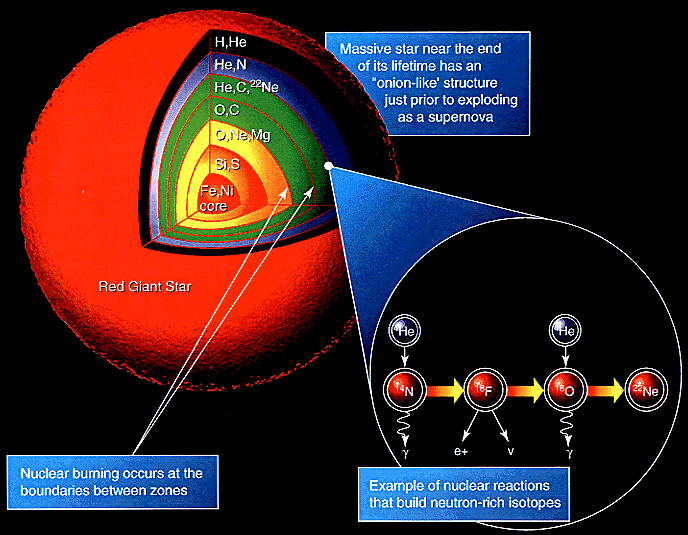
Sezione di una gigante rossa mostrante la nucleosintesi degli elementi.

La nucleosintesi stellare è il termine che indica collettivamente le reazioni nucleari che avvengono all'interno di una stella, con l'effetto di produrre i nuclei degli elementi chimici.

## Descrizione
Nelle stelle, vengono prodotti tutti gli elementi chimici tranne l'idrogeno, che fa da carburante iniziale. L'elio, benché prodotto in quantità, è già presente nell'Universo in grandi percentuali, e la massa apportata dalle stelle è contenuta. Tutti gli altri elementi, principalmente metalli di transizione e gas nobili, sono prodotti in grande quantità dalle stelle e compongono la maggior parte dei pianeti che fanno parte di un sistema solare (compresa la Terra). In particolare, le stelle di grande massa producono le quantità più grandi di elementi fino al ferro-56, mentre gli elementi più pesanti possono essere prodotti in un'esplosione di supernova, che si verifica al termine del processo di implosione gravitazionale di una stella, nonché l'ultima fase della vita di una gigante rossa.
Per dare un'idea intuitiva del processo, la fusione nucleare che avviene al centro del Sole è quasi la stessa di quella di una bomba H. In effetti, ciò che accade in una stella è paragonabile ad un'esplosione atomica continua contenuta dal suo stesso peso, o equivalentemente ad un reattore a fusione nucleare. All'interno del Sole, vengono fuse 600 milioni di tonnellate di idrogeno al secondo, e di queste 4 milioni di tonnellate vengono convertite in energia pura, secondo la famosa equazione di Einstein E=mc².
Tali reazioni furono scoperte in un lungo arco di tempo che iniziò all'inizio del XX secolo, quando gli astrofisici si resero conto per la prima volta che solo l'energia delle reazioni di fusione nucleare poteva spiegare la longevità del Sole come fonte di calore e luce. Le spiegazioni precedenti (combustibile chimico, contrazione gravitazionale) erano inadeguate per spiegare l'età di 4,5 miliardi di anni della nostra stella.
Nel 1920, Arthur Eddington, sulla base di precise misure degli atomi da parte di F. W. Aston, fu il primo a suggerire che le stelle ottenessero la loro energia dalla fusione nucleare di idrogeno in elio.
Nel 1928, George Gamow derivò quello che è oggi chiamato il fattore Gamow, una formula quanto-meccanica che dà la probabilità di portare due nuclei sufficientemente vicini perché la forza nucleare forte possa superare la barriera di Coulomb.
Il fattore Gamow fu usato nel decennio seguente da Robert Atkinson e Fritz Houtermans, e più tardi da Gamow stesso e da Edward Teller per calcolare il ritmo a cui le reazioni nucleari si svolgono alle alte temperature che si pensa esistano nell'interno delle stelle. Nel caso del Sole, il calcolo dà il risultato esposto più sopra, assieme al tempo medio necessario perché un certo protone venga fuso: circa 13 miliardi di anni, il che spiega facilmente l'età della nostra stella.
Nel 1939, in un articolo chiamato "Energy Production in Stars" (Produzione di energia nelle stelle), Hans Bethe analizzò le differenti possibilità per delle reazioni in cui l'idrogeno viene fuso in elio. Selezionò due processi che pensava fossero quelli che effettivamente avvenivano nelle stelle. Il primo, la catena protone-protone, è la principale fonte di energia nelle stelle di piccola massa, come il Sole o più piccole. Il secondo, il ciclo del carbonio-azoto-ossigeno, che era stato considerato anche da Carl von Weizsäcker nel 1938, è importante in stelle più grandi.
Negli anni seguenti, furono aggiunti molti dettagli alla teoria di Bethe, come un famoso articolo del 1957 pubblicato da Margaret Burbidge, Geoffrey Burbidge, William Fowler e Fred Hoyle. Tale articolo riassumeva e rifiniva le ricerche precedenti in una visione coerente che era consistente con le abbondanze osservate degli elementi.
Le reazioni più importanti sono:
- Fusione dell'idrogeno:
  - la catena protone-protone
  - il ciclo del carbonio-azoto-ossigeno
- Fusione dell'elio:
  - il processo alfa
  - il processo tre alfa
- Fusione di elementi più pesanti:
  - processo di fusione del carbonio
  - processo di fusione del neon
  - processo di fusione dell'ossigeno
  - processo di fusione del silicio
- Produzione di elementi più pesanti del ferro:
  - cattura di neutroni:
    - il processo r
    - il processo s

  - cattura di protoni:
    - il processo p

## Nucleosintesi dei nuclei pesanti
Gli elementi oltre il ferro nella tavola periodica non possono formarsi tramite la normale fusione nucleare che avviene nelle stelle. Fino al nichel, la fusione è un processo esoergonico (cioè produce energia termica tramite una reazione esotermica), quindi avviene spontaneamente. Gli elementi del "gruppo del ferro" sono quelli che possiedono l'energia di legame maggiore, per cui la fusione di elementi per creare nuclei con numero di massa superiore a quello del nichel non può avvenire perché assorbirebbe energia (reazione endotermica). In realtà, il 52Fe può catturare un nucleo di elio per dare 56Ni ma è l'ultimo passaggio nella catena di cattura dell'elio.
Il flusso di neutroni all'interno di una stella può produrre isotopi più pesanti tramite la cattura di neutroni da parte di nuclei. Gli isotopi così prodotti sono generalmente instabili, così si realizza un equilibrio dinamico che determina il verificarsi di qualsiasi guadagno netto in numero di massa. La probabilità per la creazione di un isotopo è solitamente definita in termini di una "sezione" per tali processi, ciò ha rivelato che c'è una sezione sufficiente per la cattura di neutroni per creare isotopi fino al bismuto-209 (il più pesante isotopo stabile conosciuto). La produzione di altri elementi come rame, argento, oro, zirconio e piombo si ritiene avvenga tramite cattura neutronica. Ciò è detto "processo s" dagli astronomi, che sta per "slow neutron capture" (letteralmente: "cattura neutronica lenta").
Per isotopi più pesanti del 209Bi, il processo S sembra non funzionare. L'attuale opinione è che tali isotopi sarebbero formati nelle enormi esplosioni conosciute come supernove. Nelle esplosioni di supernove, viene prodotto un grande flusso di neutroni ad alta energia e i nuclei bombardati con tali neutroni aumentano la loro massa un'unità alla volta per produrre i nuclei pesanti. Questo processo apparentemente procede molto rapidamente, durante queste esplosioni, ed è chiamato "processo r" che sta per "rapid neutron capture" (letteralmente: "cattura neutronica rapida"). Tale processo deve avvenire molto rapidamente, in modo che i prodotti intermedi non abbiano il tempo di decadere.
Con un ampio eccesso di neutroni, questi nuclei si disintegrerebbero nuovamente in nuclei più leggeri se non fosse che il grande flusso di neutrini rende possibile la conversione di neutroni in protoni secondo la forza debole nei nuclei.
Gli strati contenenti gli elementi pesanti possono essere espulsi dalla esplosione della supernova, e fornire la materia prima di elementi pesanti nelle distanti nuvole di idrogeno che poi condenseranno per formare nuove stelle.